# Панераи, Роландо
Рола́ндо Панера́и (итал. Rolando Panerai; 17 октября 1924, Кампи-Бизенцио, Италия — 22 октября 2019, Флоренция) — итальянский оперный певец, баритон. Исполнял преимущественно итальянский репертуар, выступал в «Ла Скала» с Марией Каллас и Джузеппе Ди Стефано. Отличался музыкальностью, отличной дикцией и актёрским мастерством, был успешен в жанрах и драматической, и комической оперы. Среди его коронных ролей Форд в «Фальстафе» Верди и заглавная роль в опере Пуччини «Джанни Скикки».

## Жизнь и карьера
Родился в городе Кампи-Бизенцио неподалеку от Флоренции. Учился во Флоренции у Вито Фрацци и в Милане у Джакомо Армани и Джулии Тесс. Впервые выступил на сцене в 1946 году в роли лорда Аштона («Лючия ди Ламмермур» Доницетти). В 1947 году в неаполитанском в Театро ди Сан-Карло спел фараона в опере «Моисей в Египте» Россини. В 1951 году исполнил заглавную роль в опере Верди «Симон Бокканегра» в Бергамо и роль Шарплесса в опере Пуччини «Мадам Баттерфляй» в «Ла Скала» в Милане. Панераи участвовал в нескольких радиопостановках редко исполняемых опер Верди на РАИ в 1951 году (в память 50-летия смерти Верди), например, «Жанна д’Арк», «Битва при Леньяно», «Арольдо». Впоследствии воплотил все великие вердиевские роли, написанные для баритона: Риголетто, граф ди Луна в «Трубадуре», Жорж Жермон в «Травиате», Родриго в «Дон Карлосе», Амонасро в «Аиде».
Репертуар Панераи насчитывал более 150 опер, но прославился он как исполнитель комических ролей. Среди них Форд в «Фальстафе» (визитная карточка Панераи), Фигаро, Лепорелло, Гульельмо и Альфонсо (в операх Моцарта «Свадьба Фигаро», «Дон Жуан», «Так поступают все»), Фигаро в опере Россини «Севильский цирюльник», Белькоре, Дулькамара и Малатеста («Любовный напиток» и «Дон Паскуале» Доницетти). На протяжении многих лет Панераи представлял на сцене Джанни Скикки (одноимённая опера Пуччини) и в последний раз спел эту партию в конце 2011 года в Генуе в возрасте 87 лет.
В числе его интерпретаций несколько мировых премьер: «Огненный ангел» Сергея Прокофьева (1955), «Серебряный башмачок» Пиццетти (1961), «Бравый солдат Швейк» Турки (1962), а также заглавная роль в опере Хиндемита «Художник Матис», роли в операх Р. Штрауса и Менотти.
Панераи выступал на ведущих оперных сценах мира, в том числе в Парижской Опере, в Ковент-Гардене в Лондоне, в Большом театре в Москве, Франкфуртской опере, на Зальцбургском и Глайндборнском фестивалях. В период с 1955 по 1972 год регулярно участвовал в фестивале в Экс-ан-Провансе. В Венской опере впервые выступил в 1956 году в роли Энрико в «Лючии ди Ламмермур» в гастрольном спектакле «Ла Скала» с Марией Каллас в главной роли. Позднее Панераи был постоянным гостем Венской оперы вплоть до последнего выступления здесь в роли Дулькамары в 1998 году.
Роландо Панераи был постоянным партнёром Марии Каллас и Джузеппе Ди Стефано в сценических записях опер. Среди них «Трубадур» (граф ди Луна), «Сельская честь» Масканьи (Альфредо), «Паяцы» Леонкавалло (Сильвио), «Пуритане» Беллини, «Богема» Пуччини (Марсель). Участвовал в примечательной записи «Мадам Баттерфляй» с Ренатой Скотто и Карло Бергонци (Шарплесс), записи «Травиаты» с Беверли Силлз и Николаем Геддой (Жермон). Спел Форда в трёх разных записях с выдающимися исполнителями роли Фальстафа Тито Гобби, Дитрихом Фишер-Дискау, и Джузеппе Таддеи, из них последняя — видеозапись с Гербертом фон Караяном за дирижёрским пультом, существует запись и Панераи в роли Фальстафа. В записи «Парсифаля» Вагнера на итальянском языке в 1950 году с Каллас в роли Кундри и Борисом Христовым в роли Гурнеманца певец исполнил роль Амфортаса. В видеозаписях сохранились его исполнения ролей Форда, Фигаро (Россини), Риголетто, Сильвио, концертное выступление в Большом театре и другие.
Даже в преклонном возрасте Панераи был активным деятелем оперного искусства, давал мастер-классы, в качестве режиссёра осуществил несколько постановок, в их числе «Колокольчик» Доницетти, «Травиата», «Богема», в 2013 году «Риголетто» и «Трубадур», в 2018 году «Джанни Скикки».
Умер 22 октября 2019 года в возрасте 95 лет.